# Božidar Matić
Božidar Matić (Bogatić, 8 settembre 1937 – Sarajevo, 12 maggio 2016) è stato un politico bosniaco, presidente dell'Accademia di Arti e Scienze della Bosnia ed Erzegovina.

## Biografia
Matic è stato Presidente del Consiglio dei Ministri della Bosnia ed Erzegovina nel 2001 per il Partito Socialdemocratico di Bosnia ed Erzegovina.